# George Whiteman
Goerge "Lucky" Whiteman (Peoria, Illinois, 23 de diciembre de 1882-Houston, Texas, 10 de febrero de 1947) fue un jugador de béisbol estadounidense. Jugó entre 1905 y 1929 profesionalmente consiguiendo ser el jugador con más partidos jugados en las ligas menores de béisbol así como el líder en hits de las mismas. Destacadas fueron sus participaciones en la Serie Mundial de Béisbol de 1918 así como la temporada 1920 de los Toronto Maple Leafs que obtuvieron un balance de 108 victorias y 46 derrotas.